# Сан Франсиско Хавијер, Лос Охитос, Нуево Сентро де Побласион (Сучил)
Сан Франсиско Хавијер, Лос Охитос, Нуево Сентро де Побласион (шп. San Francisco Javier, Los Ojitos, Nuevo Centro de Población) насеље је у Мексику у савезној држави Дуранго у општини Сучил. Насеље се налази на надморској висини од 2273 м.

## Становништво
Према подацима из 2010. године у насељу су живела 4 становника.

### Хронологија
| Година       | 2000 | 2005      | 2010 |
| ------------ | ---- | --------- | ---- |
| Становништво | 15   | 9 (4 / 5) | 4    |

### Попис
| # | Индикатор                     | Вредност |
| - | ----------------------------- | -------- |
| 1 | Укупно домаћинстава           | 2        |
| 2 | Укупно насељених домаћинстава | 2        |
| 3 | Величина локације             | 1        |